# 维勒穆瓦桑
维勒穆瓦桑（法語：Villemoisan）是法国曼恩-卢瓦尔省的一个旧市镇，属于昂热区。该旧市镇总面积20.75平方公里，2009年时的人口为609人。
该市镇已于2016年12月15日和相邻的另外2个市镇合并成为瓦勒代德尔欧桑斯（Val d'Erdre-Auxence）。

## 人口
维勒穆瓦桑人口变化图示